# Nomotética
La nomotética significa, etimológicamente, «proposición de la ley», y se usa en filosofía, antropología, sociología y psicología con diferentes significados.

## Nomotética en Kant
Immanuel Kant, en la primera introducción a la Crítica del Juicio, introduce el principio de una técnica de la naturaleza, para pensar la organización de esta en conformidad a fines. Se trata de un principio reflexivo, con validez subjetiva. Mientras que una nomotética de la naturaleza se limitaría a determinar los objetos según leyes mecánicas, como si todo estuviera compuesto por meros agregados, sin considerar las peculiaridades de los organismos.

## Ciencias nomotéticas en el neokantismo (Antropología)
Wilhelm Windelband denomina ciencias nomotéticas a aquellas que tienen por objeto las leyes lógicas, es decir, las ciencias de la naturaleza, que buscan estudiar procesos causales e invariables.
Por el contrario, las ciencias cuyo objeto es el estudio de los sucesos cambiantes, como la economía, la sociología, el Derecho o la historia, son llamadas ciencias idiográficas. Esta distinción fue básica en la Escuela de Baden, proseguida por Heinrich Rickert.

## En psicología
En psicología, las mediciones nomotéticas se usan para contrastarlas con las medidas ipsativas o idiográficas. Un observador externo puede tomar directamente las medidas nomotéticas (ejemplos de éstas medidas pueden ser el peso de un objeto o la cantidad de veces que se presenta un comportamiento particular); por otro lado, las medidas ipsativas son informes llevados a cabo por el sujeto, por ejemplo, la lista ordenada de sus preferencias. Esta última distinción entre lo nomoético y lo ipsativo es similar a la distinción entre emic y etic.

## En sociología
En sociología, la explicación nomotética introduce una comprensión generalizada de un caso dado y se contrasta con la explicación idiográfica, que presenta una descripción completa del caso en cuestión.

## En el derecho
En el derecho, proposiciones nomotéticas son leyes "de hecho", en el sentido estricto. Es decir, una nomo tesis (postulación legal) es un "hecho de la vida" invariable y no puede ser otra que ella misma. La ciencia jurídica en la modernidad tardía no es considerada, en general, nomotética, a pesar de algunos estudiosos en la antigüedad, así como en la Edad Media, aparentemente creían que la ley (o al menos algunas leyes) fuese nomotética (ver derecho natural). El campo de la "nomotética" puede también referirse a la ciencia de la creación de sistemas legales, como en el caso de la jurisprudencia, y al arreglo ordenado de la sistematización de leyes a través de maneras nuevas y construidas.